# 후지마키 다다토시
후지마키 다다토시(일본어: 藤巻忠俊, 1982년 6월 9일 ~ )는 일본의 만화가이다. 도쿄도 출신으로, 조치 대학교를 중퇴하였다. 《쿠로코의 농구》로 잘 알려져 있다.